# Ormetica
Ormetica is een geslacht van vlinders van de familie spinneruilen (Erebidae).

## Soorten
- O. abdalsan Schaus, 1920
- O. albimaculifera Hampson, 1901
- O. ameoides Butler, 1876
- O. ataenia Schaus, 1910
- O. bonora Schaus, 1905
- O. codasi Jörgensen, 1935
- O. collateralis Hampson, 1901
- O. contraria Walker, 1854
- O. chrysomelas Walker, 1856
- O. flavobasalis Gaede, 1923
- O. fulgurata Butler, 1876
- O. gerhilda Schaus, 1933
- O. goloma Schaus, 1920
- O. guapisa Schaus, 1910
- O. iheringi Schaus, 1921
- O. latania Druce, 1890
- O. longilinea Schaus, 1933
- O. maura Schaus, 1910
- O. melea Druce, 1900
- O. metallica Joicey & Talbot, 1916
- O. nabdalsa Schaus, 1889
- O. neira Schaus, 1905
- O. ochreomarginata Joicey & Talbot, 1918
- O. orbona Schaus, 1889
- O. packardi Butler, 1876
- O. pallidifasciata Rothschild, 1933
- O. pallidinervis Rothschild, 1935

- O. pauperis Schaus, 1910
- O. postradiata Schaus, 1924
- O. pratti Druce, 1900
- O. pretiosa Schaus, 1921
- O. pseudoguapisa Rothschild, 1910
- O. rosenbergi Rothschild, 1909
- O. rothschildi Watson, 1975
- O. sicilia Druce, 1884
- O. stenotis Dognin, 1908
- O. sypalettius Seitz, 1921
- O. sypilus Cramer, 1777
- O. taeniata Guérin-Meneville, 1844
- O. taniala Schaus, 1910
- O. tanialoides Rothschild, 1910
- O. temperata Schaus, 1921
- O. triangularis Gaede, 1928
- O. underwoodi Rothschild, 1909
- O. valera Schaus, 1933
- O. xanthia Hampson, 1901
- O. zenzeroides Butler, 1877